# Odontopera mediorufa
Odontopera mediorufa är en fjärilsart som beskrevs av Edward Alfred Cockayne 1938/39. Odontopera mediorufa ingår i släktet Odontopera och familjen mätare. Inga underarter finns listade i Catalogue of Life.